# The Elder Scrolls Construction Set

The Elder Scrolls Construction Set est l'outil de création de mods pour les jeux Morrowind, Oblivion ainsi que Skyrim diffusé avec le premier de ces jeux, et utilisé par les développeurs pour concevoir le monde du jeu, selon les dires de Bethesda Softworks.
La version de The Elder Scrolls Construction Set fournie avec la version commerciale de Morrowind permet uniquement de créer des mods (fichiers .esp) et non des mondes complets à partir de rien (fichiers .esm).Cette limitation est néanmoins contournable.[réf. nécessaire]
The Elder Scrolls Construction Set existe uniquement en version anglaise et n'a pas été traduit avec le jeu dans les versions localisées.
Il est également important de noter que The Elder Scrolls Construction Set ne permet que l'assemblage des éléments du mod et en aucun cas la création de certains médias qu'il pourrait nécessiter, comme les meshes (il est alors nécessaire de disposer d'un logiciel comme 3D Studio Max ou Blender pour les éditer et les exporter au format .nif), les textures (réalisables par des logiciels comme Photoshop ou The GIMP pour les éditer et les exporter au format .dds), les musiques et effets sonores (réalisables avec Audacity, entre autres).
The Elder Scrolls Construction Set est cependant critiqué par la communauté des moddeurs pour son ergonomie discutable, pour son optimisation douteuse des mods créés (qui les alourdit inutilement) et pour le manque de fonction comme la génération automatique de terrain. De nombreux programmes complémentaires créés par la communauté tentent de remédier à ces défauts.
The Elder Scrolls Construction Set permet d'éditer les éléments suivants :

## Terrain
The Elder Scrolls Construction Set permet de modifier les cellules d'intérieur (interior cells) au même titre que les cellules d'extérieur (exterior cells).
Une liste permet de sélectionner la cellule à éditer. Celle-ci est alors chargée en mémoire et rendue dans la fenêtre de rendu. Il devient alors possible d'y ajouter des objets, ou de modifier ceux qui s'y trouvent. Il est également possible, pour les exterior cells, de modifier la topographie du terrain: il faut cliquer sur une icône de paysage dans la barre des taches, en haut et puis cocher ce que l'on veut changer.

## Objets
Valeur, etc.

## Sorts
The Elder Scrolls Construction Set permet de modifier les sorts du jeu. Cette fonctionnalité se base sur les objets de type Enchanting et Spellmaking.

## Races jouables
The Elder Scrolls Construction Set permet de modifier et de créer des races pour le joueur, et de définir leurs diverses aptitudes.

## Entrées journal et dialogues
The Elder Scrolls Construction Set permet d'éditer (par ajout, suppression et modification) les dialogues et entrées journal du jeu et donc les quêtes (qui utilisent ces fonctionnalités ainsi que les scripts).
The Elder Scrolls Construction Set édite les dialogues écrits comme les exclamations émises par les personnages. Cette fonctionnalité utilise abondamment les scripts pour effectuer des tests conditionnels vérifiant si un propos n'est pas sans objet dans le contexte.

## Scripts
The Elder Scrolls Construction Set possède également un puissant outil d'édition des scripts du jeu. Cette fonctionnalité avancée permet la création d'éléments qui interagissent de manière poussée avec l'environnement. Le langage de script est un langage spécifique de haut niveau interprété utilisant une syntaxe relativement standard (avec des instructions classiques comme If).